# Diócesis de Jacmel
La diócesis de Jacmel (en latín: Dioecesis Iacmelien(sis), en francés: Diocèse de Jacmel y en criollo haitiano: Dyosèz Jakmèl) es una circunscripción eclesiástica latina de la Iglesia católica en Haití, sufragánea de la arquidiócesis de Puerto Príncipe. La diócesis tiene al obispo Glandas Marie Erick Toussaint como su ordinario desde el 8 de diciembre de 2018. 

## Territorio y organización
La diócesis tiene 2700 km² y extiende su jurisdicción sobre los fieles católicos de rito latino residentes en el departamento Sureste.
La sede de la diócesis se encuentra en la ciudad de Jacmel, en donde se halla la Catedral de San Felipe y Santiago.
En 2019 en la diócesis existían 31 parroquias.

## Historia
La diócesis fue erigida el 25 de febrero de 1988 con la bula Expeditioris evangelizationis del papa Juan Pablo II separando territorio de la arquidiócesis de Puerto Príncipe.

## Estadísticas
De acuerdo al Anuario Pontificio 2020 la diócesis tenía a fines de 2019 un total de 377 000 fieles bautizados.
| Año                                                                             | Población            | Población | Población      | Sacerdotes | Sacerdotes    | Sacerdotes    | Bautizados por sacerdote | Diáconos permanentes | Religiosos | Religiosos | Parroquias |
| Año                                                                             | Bautizados católicos | Total     | % de católicos | Total      | Clero secular | Clero regular | Bautizados por sacerdote | Diáconos permanentes | Varones    | Mujeres    | Parroquias |
| ------------------------------------------------------------------------------- | -------------------- | --------- | -------------- | ---------- | ------------- | ------------- | ------------------------ | -------------------- | ---------- | ---------- | ---------- |
| 1990                                                                            | 304 287              | 405 716   | 75.0           | 19         | 14            | 5             | 16 015                   |                      | 14         | 39         | 12         |
| 1999                                                                            | 310 760              | 478 092   | 65.0           | 25         | 18            | 7             | 12 430                   |                      | 17         | 46         | 20         |
| 2000                                                                            | 314 490              | 483 830   | 65.0           | 31         | 22            | 9             | 10 144                   |                      | 19         | 52         | 21         |
| 2001                                                                            | 320 780              | 493 507   | 65.0           | 29         | 22            | 7             | 11 061                   |                      | 17         | 51         | 22         |
| 2002                                                                            | 327 196              | 503 372   | 65.0           | 41         | 36            | 5             | 7980                     |                      | 15         | 47         | 22         |
| 2003                                                                            | 333 740              | 508 406   | 65.6           | 46         | 38            | 8             | 7255                     |                      | 19         | 42         | 22         |
| 2004                                                                            | 334 180              | 510 461   | 65.5           | 38         | 26            | 12            | 8794                     |                      | 20         | 37         | 25         |
| 2006                                                                            | 331 667              | 510 257   | 65.0           | 50         | 39            | 11            | 6633                     | 1                    | 19         | 40         | 25         |
| 2013                                                                            | 366 000              | 561 000   | 65.2           | 53         | 53            |               | 6905                     |                      | 34         | 72         | 27         |
| 2016                                                                            | 381 000              | 584 000   | 65.2           | 53         | 51            | 2             | 7188                     |                      | 40         | 77         | 29         |
| 2019                                                                            | 377 000              | 575 293   | 65.5           | 52         | 50            | 2             | 7250                     |                      | 40         | 47         | 31         |
| Fuente: Catholic-Hierarchy, que a su vez toma los datos del Anuario Pontificio. |                      |           |                |            |               |               |                          |                      |            |            |            |

## Episcopologio
- Guire Poulard † (25 de febrero de 1988-9 de marzo de 2009 nombrado obispo de Los Cayos)
- Launay Saturné (28 de abril de 2010-16 de julio de 2018 nombrado arzobispo de Cabo Haitiano)
- Glandas Marie Erick Toussaint, desde el 8 de diciembre de 2018